# Bethanie Mattek-Sands
Bethanie Mattek-Sands (születéskori nevén: Bethanie Mattek) (Rochester, Minnesota, 1985. március 23.–) olimpiai bajnok, kilencszeres Grand Slam-tornagyőztes, párosban korábbi világelső amerikai hivatásos teniszezőnő.
1999 óta profi játékos, egyéniben a legjobb világranglista-helyezése a harmincadik volt, amit 2011. július 11-én ért el, párosban az 1. hely, amelyre 2017. január 9-én került, és 32 héten keresztül állt ott.
Egyéniben WTA-tornát nem nyert még, de öt ITF-eseményen már diadalmaskodott. Párosban 29 WTA-tornán, valamint három ITF-versenyen győzött.
A Grand Slam-tornákon egyéniben kétszer jutott el a 4. körig (2008-ban Wimbledonban és 2013-ban a Roland Garroson. Női párosban ötszörös Grand Slam-tornagyőztes, miután a 2015-ös Australian Openen, a 2015-ös Roland Garroson és a 2016-os US Openen, a 2017-es Australian Openen, valamint a 2017-es Roland Garroson a cseh Lucie Šafářovával megszerezték a győzelmet. Emellett 2010-ben Wimbledonban az amerikai Liezel Huber párjaként elődöntőt játszott.
Vegyes párosban négyszeres Grand Slam-győztes, miután 2012-ben az Australian Openen a román Horia Tecău, a 2015-ös Roland Garroson az amerikai Mike Bryan, és a 2018-as, valamint a 2019-es US Openen Jamie Murray párjaként szerzett győzelmet. Emellett a 2015-ös US Openen az amerikai Sam Querrey párjaként, a 2020-as Australian Openen a brit Jamie Murray párjaként döntős volt.
A 2016-os riói olimpián vegyes párosban Jack Sock partnereként aranyérmet szerzett.
2017. július 6-án a wimbledoni teniszbajnokság egyéni versenyének 2. fordulójában súlyos térdsérülést szenvedett, és legkorábban a 2018-as Australian Openen térhet vissza a pályára.
2008. november 29-én férjhez ment Justin Sandshez, egy amerikai biztosítócég vezetőjéhez, azóta viseli hivatalosan a Bethanie Mattek-Sands nevet.

## Grand Slam döntői

### Páros

#### Győzelmek (5)
| Év   | Bajnokság       | Borítás | Partner        | Ellenfél                            | Eredmény         |
| ---- | --------------- | ------- | -------------- | ----------------------------------- | ---------------- |
| 2015 | Australian Open | Kemény  | Lucie Šafářová | Csan Jung-zsan Cseng Csie           | 6–4, 7–6(5)      |
| 2015 | Roland Garros   | Salak   | Lucie Šafářová | Casey Dellacqua Jaroszlava Svedova  | 3–6, 6–4, 6–2    |
| 2016 | US Open         | Kemény  | Lucie Šafářová | Caroline Garcia Kristina Mladenovic | 2–6, 7–6(5), 6–4 |
| 2017 | Australian Open | Kemény  | Lucie Šafářová | Andrea Hlaváčková Peng Suaj         | 6–7(4), 6–3, 6–3 |
| 2017 | Roland Garros   | Salak   | Lucie Šafářová | Ashleigh Barty Casey Dellacqua      | 6–2, 6–1         |

#### Elveszített döntői (1)
| Év   | Bajnokság     | Borítás | Partner     | Ellenfél                              | Eredmény |
| ---- | ------------- | ------- | ----------- | ------------------------------------- | -------- |
| 2021 | Roland Garros | Salak   | Iga Świątek | Barbora Krejčíková Kateřina Siniaková | 4–6, 2–6 |

### Vegyes páros

#### Győzelmek (2)
| Év   | Bajnokság       | Borítás | Partner     | Ellenfél                        | Eredmény         |
| ---- | --------------- | ------- | ----------- | ------------------------------- | ---------------- |
| 2012 | Australian Open | Kemény  | Horia Tecău | Jelena Vesznyina Lijendar Pedzs | 6–3, 5–7, [10–3] |
| 2015 | Roland Garros   | Salak   | Mike Bryan  | Lucie Hradecká Marcin Matkowski | 7–6(3), 6–1      |

#### Elveszített döntői (2)
| Év   | Bajnokság       | Borítás | Partner      | Ellenfél                         | Eredmény         |
| ---- | --------------- | ------- | ------------ | -------------------------------- | ---------------- |
| 2015 | US Open         | Kemény  | Sam Querrey  | Martina Hingis Lijendar Pedzs    | 4–6, 6–3, [7–10] |
| 2020 | Australian Open | Kemény  | Jamie Murray | Barbora Krejčíková Nikola Mektić | 7–5, 4–6, [1–10] |

## WTA döntői

### Egyéni

#### Elveszített döntői (4)
| Összesítés           |                        |
| Grand Slam-torna (0) |                        |
| Tier I (0)           | Premier Mandatory* (0) |
| Tier II (0)          | Premier Five* (0)      |
| Tier III (0)         | Premier* (0)           |
| Tier IV (0)          | International* (4)     |
| Tier V (0)           | Challenger* (0)        |

| Borítás szerint |
| --------------- |
| Kemény (0–2)    |
| Fű (0–0)        |
| Salak (0–0)     |
| Szőnyeg (0–2)   |

| No. | Dátum                | Verseny                                           | Borítás     | Ellenfél a döntőben | Eredmény         |
| --- | -------------------- | ------------------------------------------------- | ----------- | ------------------- | ---------------- |
| 1.  | 2008. november 2.    | Bell Challenge, Québec, Kanada                    | Szőnyeg (f) | Nagyja Petrova      | 6–4, 4–6, 1–6    |
| 2.  | 2010. szeptember 19. | Bell Challenge, Québec, Kanada                    | Szőnyeg (f) | Tamira Paszek       | 6–7(6), 6–2, 5–7 |
| 3.  | 2011. január 15.     | Moorilla Hobart International, Hobart, Ausztrália | Kemény      | Jarmila Gajdošová   | 4–6, 3–6         |
| 4.  | 2013. március 3.     | Malaysian Open, Kuala Lumpur, Malajzia            | Kemény      | Karolína Plíšková   | 6–1, 5–7, 3–6    |

### Páros

#### Győzelmek (30)
| Összesítés           |                        |                               |
| Grand Slam-torna (5) |                        |                               |
| Tier I (0)           | Premier Mandatory* (4) | WTA 1000 (kötelező)** (1)     |
| Tier II (1)          | Premier Five* (2)      | WTA 1000 (nem kötelező)** (0) |
| Tier III (2)         | Premier* (12)          | WTA 500** (1)                 |
| Tier IV (0)          | International* (0)     | WTA 250** (1)                 |
| Tier V (1)           | Challenger* (0)        |                               |

- * 2009-től megváltozott a tornák rendszere. Az egymás mellett azonos színnel jelölt tornatípusok között nincs teljes mértékű megfelelés.
- **2021-től megváltozott a tornák kategóriáinak elnevezése.

| No. | Dátum                | Torna                                                        | Borítás      | Partner             | Ellenfél a döntőben                   | Eredmény            |
| --- | -------------------- | ------------------------------------------------------------ | ------------ | ------------------- | ------------------------------------- | ------------------- |
| 1.  | 2004. augusztus 15.  | Odlum Brown Vancouver Open, Vancouver, Kanada                | Kemény       | Abigail Spears      | Els Callens Anna-Lena Grönefeld       | 6–3, 6–3            |
| 2.  | 2007. július 22.     | Cincinnati Masters, Cincinnati, Egyesült Államok             | Kemény       | Szánija Mirza       | Alina Zsidkova Taccjana Pucsak        | 7–6(4), 7–5         |
| 3.  | 2008. február 23.    | Copa Colsanitas, Bogotá, Kolumbia                            | Salak        | Iveta Benešová      | Jelena Kostanić Tošić Martina Müller  | 6–3, 6–3            |
| 4.  | 2008. április 13.    | Bausch & Lomb Championships, Amelia Island, Egyesült Államok | Salak        | Vladimíra Uhlířová  | Viktorija Azaranka Jelena Vesznyina   | 6–3, 6–1            |
| 5.  | 2009. április 19.    | Family Circle Cup, Charleston, Egyesült Államok              | Salak        | Nagyja Petrova      | Līga Dekmeijere Patty Schnyder        | 6–7(5), 6–2, [11–9] |
| 6.  | 2009. május 3.       | Porsche Tennis Grand Prix, Stuttgart, Németország            | Salak        | Nagyja Petrova      | Gisela Dulko Flavia Pennetta          | 5–7, 6–3, [10–7]    |
| 7.  | 2009. május 23.      | Warsaw Open, Varsó, Lengyelország                            | Salak        | Raquel Kops-Jones   | Jen Ce Cseng Csie                     | 6–1, 6–1            |
| 8.  | 2010. április 11.    | MPS Group Championships, Ponte Vedra, Egyesült Államok       | Salak        | Jen Ce              | Csuang Csia-zsung Peng Suaj           | 4–6, 6–4, [10–8]    |
| 9.  | 2011. február 13.    | Open GDF Suez, Párizs, Franciaország                         | Kemény (f)   | Meghann Shaughnessy | Vera Dusevina Jekatyerina Makarova    | 6–4, 6–2            |
| 10. | 2012. május 26.      | Brussels Open, Brüsszel, Belgium                             | Salak        | Szánija Mirza       | Alicja Rosolska Cseng Csie            | 6–3, 6–2            |
| 11. | 2013. január 5.      | Brisbane International, Brisbane, Ausztrália                 | Kemény       | Szánija Mirza       | Anna-Lena Grönefeld Květa Peschke     | 4–6, 6–4, [10–7]    |
| 12. | 2013. február 23.    | Dubai Tennis Championships, Dubaj, Egyesült Arab Emírségek   | Kemény       | Szánija Mirza       | Nagyja Petrova Katarina Srebotnik     | 6–4, 2–6, [10–7]    |
| 13. | 2015. január 16.     | Sydney International, Sydney, Ausztrália                     | Kemény       | Szánija Mirza       | Abigail Spears Raquel Kops-Jones      | 6–3, 6–3            |
| 14. | 2015. január 30.     | Australian Open, Melbourne, Ausztrália                       | Kemény       | Lucie Šafářová      | Csan Jung-zsan Cseng Csie             | 6–4, 7–6(5)         |
| 15. | 2015. április 26.    | Porsche Tennis Grand Prix, Stuttgart, Németország            | Salak (f)    | Lucie Šafářová      | Caroline Garcia Katarina Srebotnik    | 6–4, 6–3            |
| 16. | 2015. június 7.      | Roland Garros, Párizs, Franciaország                         | Salak        | Lucie Šafářová      | Casey Dellacqua Jaroszlava Svedova    | 3–6, 6–4, 6–2       |
| 17. | 2015. augusztus 16.  | Rogers Cup, Toronto, Kanada                                  | Kemény       | Lucie Šafářová      | Caroline Garcia Katarina Srebotnik    | 6–1, 6–2            |
| 18. | 2016. március 20.    | BNP Paribas Open, Indian Wells, Egyesült Államok             | Kemény       | Coco Vandeweghe     | Julia Görges Karolína Plíšková        | 4–6, 6–4, [10–6]    |
| 19. | 2016. április 3.     | Miami Open, Miami, Egyesült Államok                          | Kemény       | Lucie Šafářová      | Babos Tímea Jaroszlava Svedova        | 6–3, 6–4            |
| 20. | 2016. szeptember 11. | US Open, New York, Egyesült Államok                          | Kemény       | Lucie Šafářová      | Caroline Garcia Kristina Mladenovic   | 2–6, 7–6(5), 6–4    |
| 21. | 2016. október 1.     | Wuhan Open, Vuhan, Kína                                      | Kemény       | Lucie Šafářová      | Szánija Mirza Barbora Strýcová        | 6–1, 6–4            |
| 22. | 2016. október 9.     | China Open, Peking, Kína                                     | Kemény       | Lucie Šafářová      | Caroline Garcia Kristina Mladenovic   | 6–4, 6–4            |
| 23. | 2017. január 7.      | Brisbane International, Brisbane, Ausztrália                 | Kemény       | Szánija Mirza       | Jekatyerina Makarova Jelena Vesznyina | 6–2, 6–3            |
| 24. | 2017. január 27.     | Australian Open, Melbourne, Ausztrália                       | Kemény       | Lucie Šafářová      | Andrea Hlaváčková Peng Suaj           | 6–7(4), 6–3, 6–3    |
| 25. | 2017. április 9.     | WTA Charleston, Charleston, USA                              | Salak (zöld) | Lucie Šafářová      | Lucie Hradecká Kateřina Siniaková     | 6–1, 4–6, [10–7]    |
| 26. | 2017. június 11.     | Roland Garros, Párizs, Franciaország                         | Kemény       | Lucie Šafářová      | Ashleigh Barty Casey Dellacqua        | 6–2, 6–1            |
| 27. | 2019. október 6.     | China Open, Peking, Kína                                     | Kemény       | Sofia Kenin         | Jeļena Ostapenko Dajana Jasztremszka  | 6–3, 6–7(5), [10–7] |
| 28. | 2023. október 15.    | Korea Open, Szöul, Dél-KOrea                                 | Kemény       | Marie Bouzková      | Luksika Kumkhum Peangtarn Plipuech    | 6–2, 6–1            |
| 29. | 2024. február 11.    | Abu Dhabi Open, Abu-Dzabi, Egyesült Arab Emírségek           | Kemény       | Sofia Kenin         | Linda Nosková Heather Watson          | 6–4, 7–6(4)         |
| 30. | 2024. március 31.    | Miami Open, Miami, USA                                       | Kemény       | Sofia Kenin         | Gabriela Dabrowski Erin Routliffe     | 4–6, 7–6(5), [11–9] |

#### Elveszített döntői (17)
| No. | Dátum                | Torna                                                       | Borítás      | Partner                    | Ellenfél a döntőben                   | Eredmény            |
| --- | -------------------- | ----------------------------------------------------------- | ------------ | -------------------------- | ------------------------------------- | ------------------- |
| 1.  | 2005. augusztus 14.  | JPMorgan Chase Open, Los Angeles, Egyesült Államok          | Kemény       | Angela Haynes              | Jelena Gyementyjeva Flavia Pennetta   | 2–6, 4–6            |
| 2.  | 2006. május 14.      | ECM Prague Open, Prága, Csehország                          | Salak        | Ashley Harkleroad          | Marion Bartoli Sahar Peér             | 4–6, 4–6            |
| 3.  | 2006. május 21.      | Grand Prix de SAR La Princesse Lalla Meryem, Rabat, Marokkó | Salak        | Ashley Harkleroad          | Cseng Csie Jen Ce                     | 1–6, 3–6            |
| 4.  | 2010. február 21.    | Cellular South Cup, Memphis, Egyesült Államok               | Kemény (f)   | Meghann Shaughnessy        | Michaëlla Krajicek Vania King         | 5–7, 2–6            |
| 5.  | 2010. június 13.     | AEGON Classic, Birmingham, Egyesült Királyság               | Fű           | Liezel Huber               | Cara Black Lisa Raymond               | 3–6, 2–3 feladta    |
| 6.  | 2010. augusztus 28.  | Pilot Pen Tennis, New Haven, Egyesült Államok               | Kemény       | Meghann Shaughnessy        | Květa Peschke Katarina Srebotnik      | 5–7, 0–6            |
| 7.  | 2010. szeptember 19. | Bell Challenge, Québec, Kanada                              | Szőnyeg (f)  | Barbora Záhlavová-Strýcová | Sofia Arvidsson Johanna Larsson       | 1–6, 6–2, [6–10]    |
| 8.  | 2011. március 19.    | BNP Paribas Open, Indian Wells, Egyesült Államok            | Kemény       | Meghann Shaughnessy        | Jelena Vesznyina Szánija Mirza        | 0–6, 5–7            |
| 9.  | 2011. április 11.    | Family Circle Cup, Charleston, Egyesült Államok             | Salak        | Meghann Shaughnessy        | Szánija Mirza Jelena Vesznyina        | 4–6, 4–6            |
| 10. | 2013. április 28.    | Porsche Tennis Grand Prix, Stuttgart, Németország           | Salak (f)    | Szánija Mirza              | Mona Barthel Sabine Lisicki           | 4–6, 5–7            |
| 11. | 2016. április 10.    | Charleston Open, Charleston, Egyesült Államok               | Salak (zöld) | Lucie Šafářová             | Caroline Garcia Kristina Mladenovic   | 2–6, 5–7            |
| 12. | 2016. október 30.    | 2016-os WTA Finals, Szingapúr                               | Kemény (f)   | Lucie Šafářová             | Jekatyerina Makarova Jelena Vesznyina | 6–7(5), 3–6         |
| 13. | 2019. június 29.     | Nature Valley International, Eastbourne                     | Fű           | Kirsten Flipkens           | Csan Hao-csing Latisha Chan           | 6–2, 3–6, [6–10]    |
| 14. | 2019. október 20.    | Kremlin Cup, Moszkva                                        | Kemény (f)   | Kirsten Flipkens           | Aojama Súko Sibahara Ena              | 2–6, 1–6            |
| 15. | 2023. január 7.      | Auckland Open, Auckland, Új-Zéland                          | Kemény       | Leylah Fernandez           | Kato Miju Aldila Sutjiadi             | 6–1, 5–7 [4–10]     |
| 16. | 2024. január 7.      | Auckland Open, Auckland, Új-Zéland                          | Kemény       | Marie Bouzková             | Anna Danilina Viktória Hrunčáková     | 3–6, 7–6(5), [8–10] |
| 17. | 2024. július 28.     | Prague Open, Prága, Csehország                              | Salak        | Lucie Šafářová             | Barbora Krejčíková Kateřina Siniaková | 3–6, 3–6            |

## Eredményei Grand Slam-tornákon

### Egyéni
| Grand Slam | Australian Open | Australian Open     | Roland Garros  | Roland Garros      | Wimbledon      | Wimbledon        | US Open        | US Open            |
| Év         | Eredmény        | Utolsó ellenfél     | Eredmény       | Utolsó ellenfél    | Eredmény       | Utolsó ellenfél  | Eredmény       | Utolsó ellenfél    |
| 2001       | −               | −                   | −              | −                  | −              | −                | 1. kör         | Alicia Molik       |
| 2002       | −               | −                   | −              | −                  | −              | −                | 1. kör         | Jennifer Capriati  |
| 2003       | −               | −                   | −              | −                  | Selejtező (Q3) | Selejtező (Q3)   | 1. kör         | Nathalie Dechy     |
| 2004       | Selejtező (Q2)  | Selejtező (Q2)      | Selejtező (Q2) | Selejtező (Q2)     | Selejtező (Q2) | Selejtező (Q2)   | 1. kör         | Iveta Benešová     |
| 2005       | −               | −                   | Selejtező (Q2) | Selejtező (Q2)     | −              | −                | 1. kör         | Mariana Díaz Oliva |
| 2006       | Selejtező (Q3)  | Selejtező (Q3)      | 1. kör         | Flavia Pennetta    | 1. kör         | Venus Williams   | 1. kör         | Daniela Hantuchová |
| 2007       | Selejtező (Q3)  | Selejtező (Q3)      | Selejtező (Q1) | Selejtező (Q1)     | 2. kör         | Sz Kuznyecova    | 2. kör         | Sahar Peér         |
| 2008       | Selejtező (Q1)  | Selejtező (Q1)      | 2. kör         | M Sarapova         | 4. kör         | Serena Williams  | 2. kör         | Alizé Cornet       |
| 2009       | −               | −                   | 1. kör         | Venus Williams     | 1. kör         | Samantha Stosur  | 2. kör         | Venus Williams     |
| 2010       | Selejtező (Q3)  | Selejtező (Q3)      | 2. kör         | Sahar Peér         | 1. kör         | Karolina Šprem   | 2. kör         | Andrea Petković    |
| 2011       | 1. kör          | Arantxa Rus         | 3. kör         | Jelena Janković    | 1. kör         | Doi Miszaki      | 1. kör         | Polona Hercog      |
| 2012       | 1. kör          | Agnieszka Radwańska | 2. kör         | Sloane Stephens    | −              | −                | 1. kör         | Venus Williams     |
| 2013       | Selejtező (Q1)  | Selejtező (Q1)      | 4. kör         | Marija Kirilenko   | 1. kör         | Angelique Kerber | 2. kör         | J Makarova         |
| 2014       | 1. kör          | M Sarapova          | −              | −                  | −              | −                | −              | −                  |
| 2015       | 3. kör          | Simona Halep        | 1. kör         | Irina-Camelia Begu | 3. kör         | Belinda Bencic   | 3. kör         | Serena Williams    |
| 2016       | 1. kör          | Denisa Allertová    | 1. kör         | Irina-Camelia Begu | 1. kör         | Lucie Šafářová   | 1. kör         | Konta Johanna      |
| 2017       | Selejtező (Q3)  | Selejtező (Q3)      | 3. kör         | Samantha Stosur    | 2. kör         | Sorana Cîrstea   | −              | −                  |
| 2018       | −               | −                   | 2. kör         | Andrea Petković    | −              | −                | Selejtező (Q1) | Selejtező (Q1)     |
| 2019       | 1. kör          | Zoe Hives           | −              | −                  | −              | −                | Selejtező (Q1) | Selejtező (Q1)     |

### Páros
| Grand Slam | Australian Open                 | Australian Open                       | Roland Garros              | Roland Garros                          | Wimbledon                    | Wimbledon                           | US Open                         | US Open                               |
| Év         | Eredmény Partner                | Utolsó ellenfél                       | Eredmény Partner           | Utolsó ellenfél                        | Eredmény Partner             | Utolsó ellenfél                     | Eredmény Partner                | Utolsó ellenfél                       |
| 2001       | −                               | −                                     | −                          | −                                      | −                            | −                                   | 1. kör Ashley Harkleroad        | Whitney Laiho Jessica Lehnhoff        |
| 2002       | −                               | −                                     | −                          | −                                      | −                            | −                                   | 1. kör Alison Baker             | V Ruano Pascual Paola Suárez          |
| 2003       | −                               | −                                     | −                          | −                                      | −                            | −                                   | 2. kör Shenay Perry             | Daniela Hantuchová Chanda Rubin       |
| 2004       | 2. kör Laura Granville          | Janette Husárová Gy Szafina           | 3. kör Abigail Spears      | Jill Craybas Marlene Weingärtner       | 2. kör Jessica Lehnhoff      | Liezel Huber Szugijama Ai           | 1. kör Abigail Spears           | Jennifer Hopkins Mashona Washington   |
| 2005       | −                               | −                                     | −                          | −                                      | −                            | −                                   | 1. kör Angela Haynes            | Jelena Lihovceva Magdaléna Malejeva   |
| 2006       | −                               | −                                     | 1. kör Ashley Harkleroad   | Gisela Dulko Marija Kirilenko          | 2. kör Mashona Washington    | S Cohen-Aloro MJ Martínez Sánchez   | 3. kör Jelena Janković          | Gy Szafina Katarina Srebotnik         |
| 2007       | 2. kör Shenay Perry             | Cara Black Liezel Huber               | 1. kör Bryanne Stewart     | A Ehritt-Vanc Anastasia Rodionova      | 2. kör Bryanne Stewart       | Cara Black Liezel Huber             | Negyeddöntő Szánija Mirza       | Csan Jung-zsan Csuang Csia-zsung      |
| 2008       | 3. kör Jelena Janković          | A Medina Garrigues V Ruano Pascual    | 2. kör Sara Errani         | N Llagostera Vives MJ Martínez Sánchez | Negyeddöntő Szánija Mirza    | Serena Williams Venus Williams      | −                               | −                                     |
| 2009       | −                               | −                                     | Negyeddöntő Nagyja Petrova | Cara Black Liezel Huber                | 3. kör Nagyja Petrova        | A Klejbanova J Makarova             | Negyeddöntő Nagyja Petrova      | Samantha Stosur Rennae Stubbs         |
| 2010       | Negyeddöntő Jen Ce              | Serena Williams Venus Williams        | 3. kör Jen Ce              | Gisela Dulko Flavia Pennetta           | Elődöntő Liezel Huber        | Vania King J Svedova                | Negyeddöntő Meghann Shaughnessy | Csan Jung-zsan Cseng Csie             |
| 2011       | Negyeddöntő Meghann Shaughnessy | Květa Peschke Katarina Srebotnik      | 2. kör Meghann Shaughnessy | Julia Görges Andrea Petković           | 2. kör Meghann Shaughnessy   | N Llagostera Vives A Parra Santonja | 3. kör Jarmila Gajdošová        | Liezel Huber Lisa Raymond             |
| 2012       | 3. kör Jarmila Gajdošová        | Szánija Mirza Jelena Vesznyina        | 1. kör Szánija Mirza       | Ny Bratcsikova Gallovits-Hall Edina    | 3. kör Szánija Mirza         | Serena Williams Venus Williams      | 3. kör Szánija Mirza            | Sara Errani Roberta Vinci             |
| 2013       | 1. kör Szánija Mirza            | S Soler Espinosa C Suárez Navarro     | 3. kör Szánija Mirza       | A Pavljucsenkova Lucie Šafářová        | −                            | −                                   | −                               | −                                     |
| 2014       | −                               | −                                     | −                          | −                                      | −                            | −                                   | −                               | −                                     |
| 2015       | Győzelem Lucie Šafářová         | Csan Jung-zsan Cseng Csie             | Győzelem Lucie Šafářová    | Casey Dellacqua J Svedova              | Negyeddöntő Lucie Šafářová   | R Kops-Jones Abigail Spears         | −                               | −                                     |
| 2016       | 2. kör Sabine Lisicki           | An Rodionova Ar Rodionova             | 1. kör Lucie Šafářová      | Kiki Bertens Johanna Larsson           | 1. kör Lucie Šafářová        | Daria Gavrilova Darja Kaszatkina    | Győzelem Lucie Šafářová         | Caroline Garcia K Mladenovic          |
| 2017       | Győzelem Lucie Šafářová         | A Hlaváčková Peng Suaj                | Győzelem Lucie Šafářová    | Ashleigh Barty Casey Dellacqua         | 2. kör Lucie Šafářová        | Ljudmila Kicsenok Leszja Curenko    | –                               | –                                     |
| 2018       | –                               | –                                     | 2. kör Latisha Csan        | Irina Bara M Buzărnescu                | Negyeddöntő Lucie Šafářová   | Gabriela Dabrowski Hszü Ji-fan      | 2. kör Lucie Šafářová           | Barbora Krejčíková Kateřina Siniaková |
| 2019       | 1. kör Demi Schuurs             | Elise Mertens Arina Szabalenka        | –                          | –                                      | Negyeddöntő Danielle Collins | Gabriela Dabrowski Hszü Ji-fan      | 1. kör Coco Vandeweghe          | Magda Linette Iga Świątek             |
| 2020       | 3. kör Sofia Kenin              | Barbora Krejčíková Kateřina Siniaková | Negyeddöntő Sofia Kenin    | Barbora Krejčíková Kateřina Siniaková  | elmaradt                     | elmaradt                            | 1. kör Csang Suaj               | Asia Muhammad Taylor Townsend         |
| 2021       | 2. kör Gabriela Dabrowski       | Cori Gauff Catherine McNally          | Döntő Iga Świątek          | Barbora Krejčíková Kateřina Siniaková  | 2. kör Szánija Mirza         | V Kugyermetova Jelena Vesznyina     | 3. kör V Kugyermetova           | Caroline Dolehide Storm Sanders       |
| 2022       | –                               | –                                     | –                          | –                                      | –                            | –                                   | –                               | –                                     |
| 2023       | 1. kör Leylah Fernandez         | B Haddad Maia Csang Suaj              | 1. kör Sara Errani         | Leylah Fernandez Taylor Townsend       | –                            | –                                   | 2. kör A Potapova               | Hszie Su-vej Vang Hszin-jü            |
| 2024       | 1. kör Vang Hszin-jü            | Caroline Garcia Kristina Mladenovic   | 2. kör Sofia Kenin         | Cristina Bucșa Monica Niculescu        | 3. kör Sofia Kenin           | Hszie Su-vej Elise Mertens          | 3. kör Sofia Kenin              | Demi Schuurs Luisa Stefani            |
| 2025       | 1. kör Marie Bouzková           | Ulrikke Eikeri Ninomija Makoto        |                            |                                        |                              |                                     |                                 |                                       |

## Év végi világranglista-helyezései
| Év     | 2001 | 2002 | 2003 | 2004 | 2005 | 2006 | 2007 | 2008 | 2009 | 2010 | 2011 | 2012 | 2013 | 2014 | 2015 | 2016 | 2017 | 2018 | 2019 | 2020 | 2021 | 2022 | 2023  | 2024 |
| Egyéni | 338. | 270. | 135. | 166. | 171. | 104. | 112. | 39.  | 152. | 59.  | 55.  | 173. | 47.  | 175. | 61.  | 175. | 121. | 370. | 398. | 337. | 367. | –    | 1174. | –    |
| Páros  | 524. | 533. | 106. | 106. | 120. | 47.  | 36.  | 26.  | 17.  | 17.  | 17.  | 35.  | 36.  | 268. | 3.   | 5.   | 8.   | 65.  | 24.  | 20.  | 15.  | –    | 51.   | 20.  |

## Díjai, elismerései
- Player Service (2018)[4]